# يوهان فيليب دو روا
يوهان فيليب دو روا (بالألمانية: Johann Philipp Du Roi) (و. 1741 – 1785 م) هو عالم نبات، وطبيب من الإمبراطورية الرومانية المقدسة . ولد في براونشفايغ.
وهو عضو في الأكاديمية الألمانية للعلوم ليوبولدينا .
توفي في براونشفايغ.